# Margrethe Vestager
Margrethe Vestager [mɑˈg̊ʁeːɪ̯d̥ə ˈʋɛstʰeːɪ̯ɐ] (n. 13 aprilie 1968, Glostrup⁠(d), amtul Copenhaga⁠(d), Danemarca) este un om politic danez al partidului social liberal Det Radikale Venstre (RV). Din 2014 este comisar pentru Concurență, mai întâi în Comisia Juncker și apoi în Comisia von der Leyen.